# شهرستان شل‌بای (میزوری)
شهرستان شل‌بای، میزوری (به انگلیسی: Shelby County, Missouri) یک سکونتگاه مسکونی در ایالات متحده آمریکا است که در میزوری واقع شده‌است.